# Josephine Makieu
Josephine Makieu (* 1. Juli 1959 in Bandajuma oder Ngiehun) ist eine sierra-leonische Krankenschwester und Politikerin (SLPP). Sie war von 2018 bis 2023 Mitglied des Parlaments von Sierra Leone.

## Leben
Josephine Makieu hat als Krankenschwester gearbeitet. Ihre Ausbildung machte sie am Nixon Memorial Hospital in Segbwema und am Najala University College in Njala. Sie war die leitende Krankenschwester im Ebola-Behandlungszetrum des Distrikts Kenema während der Ebolafieber-Epidemie 2014 bis 2016. Hierfür wurde ihr 2015 vom Internationalen Komitee vom Roten Kreuz die Florence-Nightingale-Medaille verliehen.

## Politik
Am 7. März 2018 wurde sie als Kandidatin der SLPP, der Regierungspartei Sierra Leones, im Wahlbezirk 14 des Distrikts Kenema in das Parlament Sierra Leones gewählt. Sie erhielt 72,5 Prozent der gültigen Stimmen. Ihre Arbeit im Parlament begann am 10. Juni 2018. Im Parlament war sie Mitglied von fünf Ausschüssen, und zwar den Ausschüssen für Gesundheit, Landwirtschaft, Arbeit, Gender und Kinder sowie NaSSA (National Commission for Social Action)/NGOs. Sie schied am 25. April 2023 aus dem Parlament aus. Staatspräsident Julius Maada Bio berief sie am 8. August 2023 in den Beirat des Anti-Korruptionsausschusses.